# Georgi Damjanowo (gmina)
Georgi Damjanowo (bułg. Община Георги Дамяново)  − gmina w północno-zachodniej Bułgarii, w obwodzie Montana.

## Miejscowości
Miejscowości wchodzące w skład gminy Georgi Damjanowo:
- Czemisz (bułg.: Чемиш),
- Diwa Słatina (bułg.: Дива Слатина),
- Dyłgi deł (bułg.: Дълги дел),
- Ełowica (bułg.: Еловица),
- Gawrił Genowo (bułg.: Гаврил Геново),
- Georgi Damjanowo (bułg.: Георги Дамяново) – siedziba gminy,
- Gławanowci (bułg.: Главановци),
- Goweżda (bułg.: Говежда),
- Kamenna Riksa (bułg.: Каменна Рикса),
- Kopiłowci (bułg.: Копиловци),
- Melane (bułg.: Меляне),
- Pomeżdin (bułg.: Помеждин),
- Widlica (bułg.: Видлица).